# Gustav Quentell
Gustav Quentell, né le 5 mars 1816 à Brême et mort le 26 octobre 1896 à Detmold, est un peintre allemand, connu en particulier pour ses peintures de chevaux.

## Biographie
Fils de Wilhelm Quentell (1784–1840), un négociant en vin, et de son épouse Anna Louise Wilhelmine Rodewald (1794–1880), Gustav Quentell reçoit d’abord une formation commerciale. Un séjour à Bordeaux renforce son intérêt pour la peinture. Après 1833, il suit des cours auprès du peintre de Cologne Simon Meister, spécialiste de la peinture animalière et de la peinture de batailles ; il étudie ensuite à l’Académie des beaux-arts de Düsseldorf, à Berlin près du célèbre peintre de chevaux Franz Krüger, ainsi qu’à Paris.
Sa sœur ayant épousé le maréchal de la cour de Lippe-Detmold, Karl Friedrich August von Meyenburg, Gustav Quentell déménage avec ses parents à Detmold. Dans cette résidence princière, l’élevage de chevaux et la cavalerie jouent un rôle très important : cette situation lui a offert des thèmes de dessins et de peintures en abondance.

## Œuvre

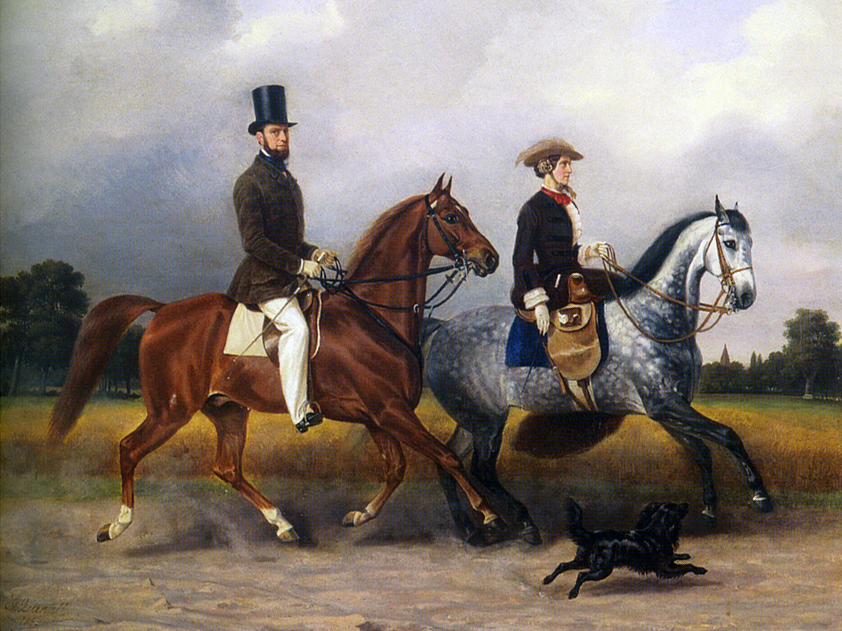
Johann Hermann Holler et son épouse Emma Sophie en promenade à Brême (1853).

L'œuvre picturale de Quentell n'est pas très abondante et une grande partie de ses peintures est conservée au musée de plein air de Detmold ou au musée régional de Lippe, comme le « Cheval avec cavalier » (1860) qui montre le château de Lopshorn à l'arrière-plan. Ses représentations de chevaux sont particulièrement renommées pour leur précision et leur réalisme ; mais il a peint aussi d'autres animaux, comme des tigres et des lions, cette fois dans un style impressionniste. 
Outre ses conseils à certains peintres animaliers, Quentell a été ornemaniste pour d'autres peintres : il a ainsi ajouté des chevaux à des peintures de paysages de Carl Rötteken ou de Gustav Adolf Köttgen.
Quentell est l'auteur de nombreux dessins et gravures. Il a en particulier créé une série de dix dessins, intitulée « Les étapes de la vie d'un cheval », où il représente des chevaux Senner, en tant que poulain, yearling ou cheval adulte pour la chasse, l'armée ou les courses. Ces dessins ont fait l'objet en 1890 d'un contrat d'impression et de diffusion du libraire de la cour, Hinrich.